# Bruno Miguel
Bruno Miguel Moreira de Sousa (n. 24 septembrie 1982, Oliveira de Azeméis), cunoscut ca Bruno Miguel, este un fotbalist portughez, care evoluează pe postul de fundaș central la clubul din țara sa natală, Estoril Praia.